# HMS Forward (établissement terrestre)
Le HMS Forward est une unité de la Royal Naval Reserve située à Birmingham, en Angleterre, près du stade de football de St Andrew's. Il compte un équipage de près de 100 réservistes de la marine, en plus d'une poignée d'employés à temps plein. L'University Royal Naval Unit (en) (Unité navale royale de l'Université de Birmingham), le programme technique de premier cycle de la défense "l'escadron Taurus" et un détachement de la Royal Marine Reserves Merseyside sont également situés sur le site.

## Historique

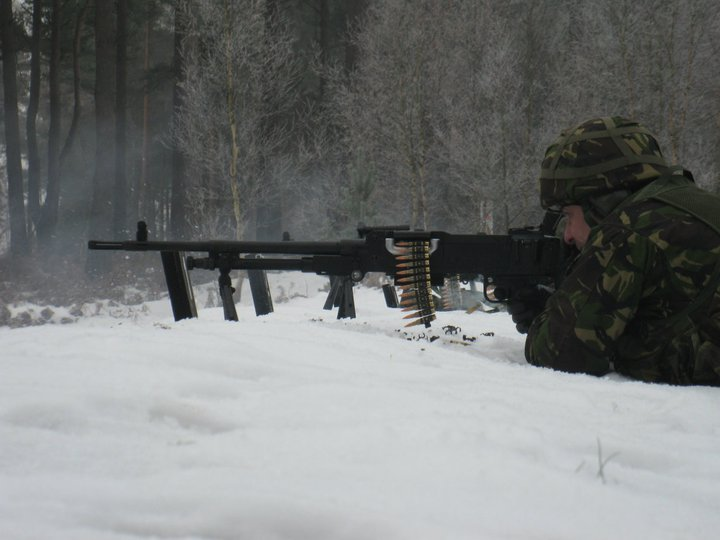
Un réserviste de la Royal Naval du HMS Forward en exercice de tir

La base est née sur un autre site pendant la Seconde Guerre mondiale et était à l'origine connue sous le nom de Naval Communications Training Centre. Le 1er octobre 1984, le centre est devenu une base terrestre connue sous le nom de HMS Forward. Au début de 1985, l'unité a déménagé dans une ancienne unité industrielle sur Sampson Rd North qui, le 28 janvier 1986, a été officiellement inaugurée par la Princesse royale.
L'unité a de nouveau déménagé en avril 1999, cette fois dans un nouveau bâtiment construit à cet effet. Une fois de plus, l'ouverture officielle a été réalisée par la Princesse royale. La base tire son nom de la devise de la ville de Birmingham - "Forward". L'unité est affiliée au HMS Daring (D32), un destroyer de Type 45 actuellement en service dans la Royal Navy.